# 10248 Фіхтельґебірґе
10248 Фіхтельґебірґе (10248 Fichtelgebirge) — астероїд головного поясу, відкритий 17 жовтня 1960 року.
Тіссеранів параметр щодо Юпітера — 3,399.